# St-Gorgon (Ville-sur-Yron)

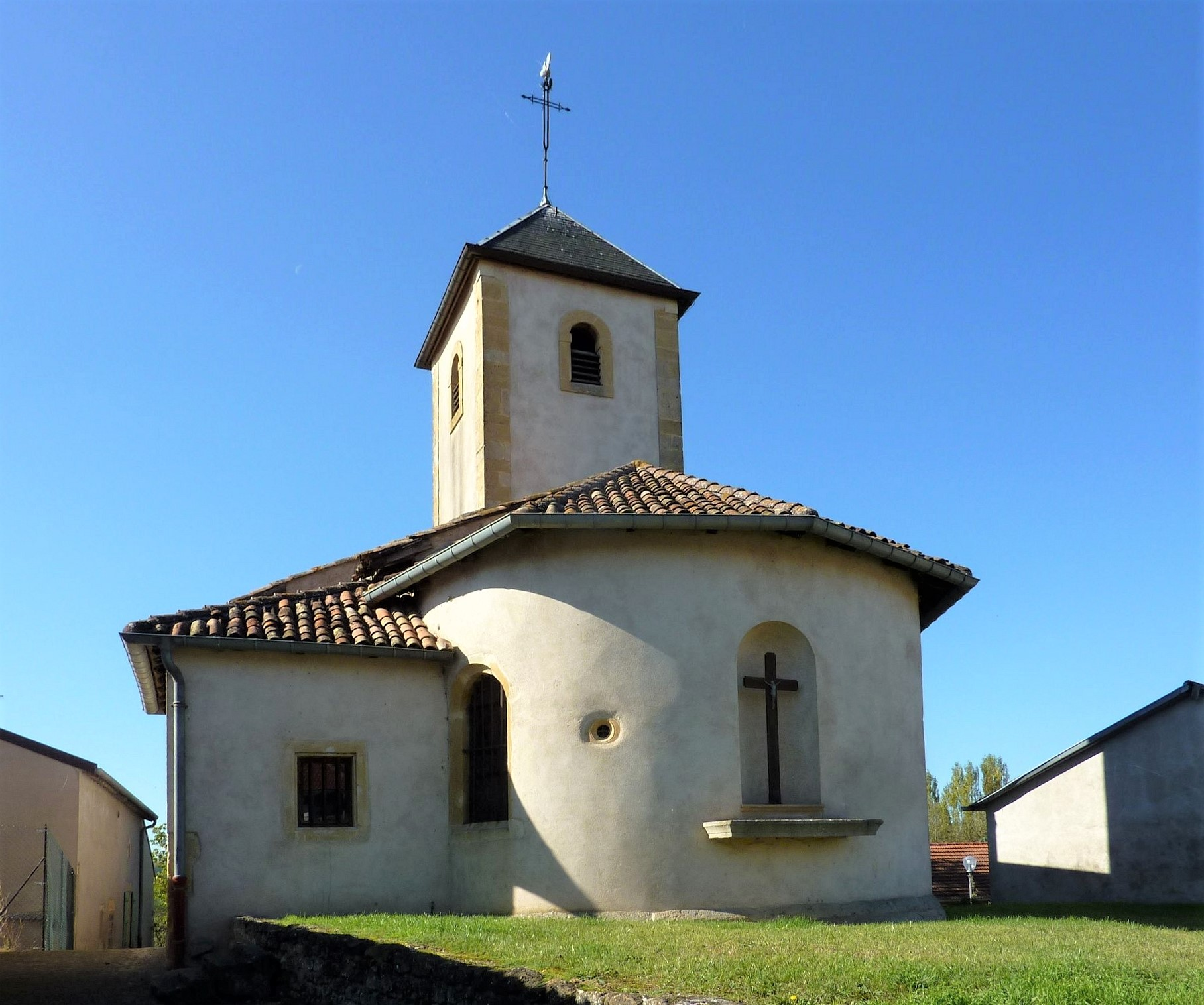
St-Gorgon, Blick zur Apsis

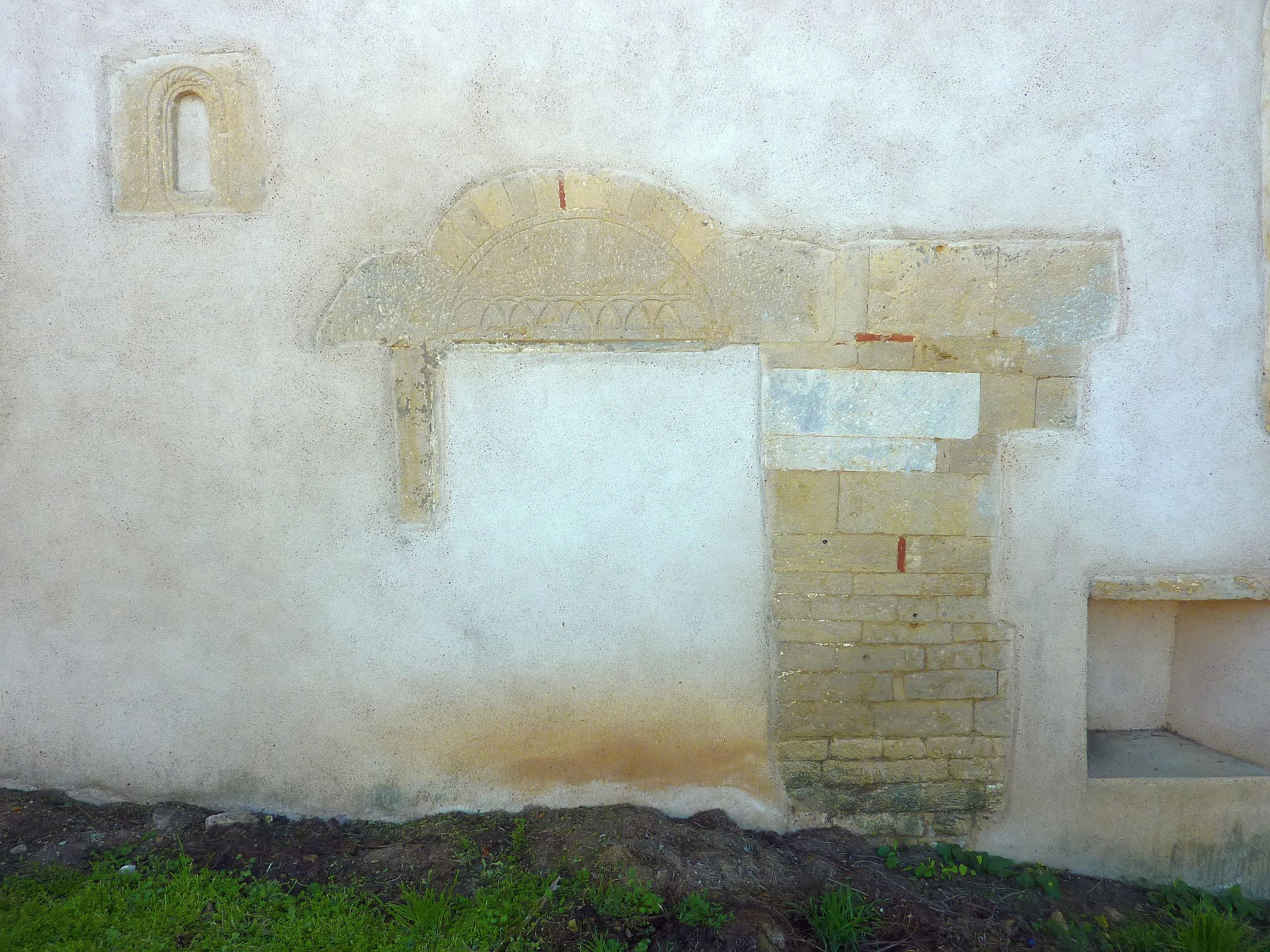
Romanisches Portal mit Tympanon

Die römisch-katholische Kirche St-Gorgon befindet sich in Ville-sur-Yron im Département Meurthe-et-Moselle in Frankreich. Das Gotteshaus ist eingetragen im Verzeichnis des kulturellen Erbes in Frankreich.

## Geschichte
Die im Kern romanische Kirche St-Gorgon gehört zu den Ostturmkirchen, die im Umfeld der Abtei Gorze entstanden sind. Die Abtei war seit dem 8. Jahrhundert im Besitz von Reliquien des heiligen Gorgonius von Rom, dem St-Gorgon geweiht war. Der Chorturm erhebt sich über dem Chorjoch aus dem 12. Jahrhundert, das eine ungewöhnliche Raumgliederung zeigt. In der Mitte besitzt das Joch einen größeren, quadratischen Mittelraum, der durch Pfeiler mit Ecksäulen und Kapitellen von zwei seitlichen Räumen abgetrennt ist. Nach Westen öffnen sich die Räume durch drei Bögen, von denen der mittlere erhöht ist. Nach Osten schließt sich eine halbkreisförmige Apsis an. Das Langhaus stammt aus dem 18. Jahrhundert, der Chorturm wurde im Jahr 1835 neu aufgeführt. Das romanische Portal auf der Nordseite mit Tympanon ist zugesetzt.